# Nawwal Ghabri
Nawwal Ghabri, artiestennamen Nowell, en Kruloh (25 januari 1991), is een Nederlands zangeres en rapster. In 2014 was ze winnaar van de Boks Awards. Haar artiestennaam verwijst naar haar krullen.

## Biografie
Kruloh Ghabri, zoals ze zich in het begin van haar muziekloopbaan noemde, is afkomstig uit Bilthoven. Haar artiestennaam verwijst naar haar krullen. Rond haar twaalfde schreef ze veel gedichten. Rond die leeftijd kwam ze ook voor het eerst in aanraking met rapmuziek. Dit was tijdens een optreden van Ali en Ali in de Stadsschouwburg op beats van Mario. Nog dezelfde avond nam ze een liedje op met een vriendin die op het internet goed ontvangen werd. Sinds ca. 2012 studeerde ze aan de Nederlandse Popacademie. Daarnaast richtte ze Team Kruloh With Love op, waarmee ze vrouwelijke rapsters stimuleerde muziek uit te brengen.
In haar muziek combineert ze geregeld gerapte coupletten met gezongen refreins, breaks en outro's. In januari 2012 bracht ze haar debuutsingle uit, Krachtige Zang. De bijbehorende videoclip werd op YouTube meer dan vierhonderdduizend keer bekeken. Ook gaf ze sinds dat jaar een vijftal rapsessies voor Zonamo en verder nog een sessie voor 101Barz. Deze sessies werden eveneens miljoenen keren bekeken.
In 2012 deed ze met het nummer Wild ones mee aan The voice of Holland. Hier lukte het haar niet langs de blind auditions te komen. Ze had meer succes in de eerste editie van de Boks Awards in 2014. Toen werd ze zowel door de jury als het publiek tot winnares gekozen. De prijs bestond uit videoopnames in Londen. Tijdens deze muziekreis nam ze Ja zeker jah en Nieuwe dag op.
Sinds haar terugkomst uit Londen wisselde ze van artiestennaam naar Nowell. In dezelfde tijd coverde ze Ali Bs Leipe Mocro flavour met haar neefje in de uitzending We are family van SBS6. De uitzending werd ook via YouTube veel bekeken. Sinds augustus 2016 plaatst ze ook vlogs op YouTube.
Vanaf 2016 was ze om privéredenen minder actief op sociale media. In 2019 was ze te zien in het programma Het Ramadan Gevoel (NPO) waarin ze vertelde over haar verblijf in een blijf-van-mijn-lijfhuis. Haar muziek werd in 2018 buiten haar wil van de sociale media gehaald, waardoor die niet meer te vinden was. Hetzelfde jaar tekende ze haar eerste officiële uitgeversovereenkomst met PM Recordings, waardoor haar muziek weer online kwam te staan. Ze bracht ook vijf nieuwe tracks uit op Spotify en drie videoclips op YouTube. 
Kruloh startte in 2022 met het label La Vida Loca Records.

## Discografie
- 2014: My first love ep